# مالبارتيدا دي بلاسينثيا
بلدية مالبارتيدا دي بلاسينثيا (بالإسبانية: Malpartida de Plasencia)‏، هي بلدية تقع في مقاطعة قصرش والتي تقع في منطقة إكستريمادورا، غرب إسبانيا.
يبلغ عدد سكانها 4.310 نسمة وفقاً لإحصائية سنة (2002).